# Municipio de Kensington (Dakota del Norte)
El municipio de Kensington (en inglés: Kensington Township) es un municipio ubicado en el condado de Walsh en el estado estadounidense de Dakota del Norte. En el año 2010 tenía una población de 244 habitantes y una densidad poblacional de 2,78 personas por km².

## Geografía
El municipio de Kensington se encuentra ubicado en las coordenadas 48°24′58″N 97°43′18″O / 48.41611, -97.72167. Según la Oficina del Censo de los Estados Unidos, el municipio tiene una superficie total de 87.71 km², de la cual 87,51 km² corresponden a tierra firme y (0,22 %) 0,2 km² es agua.

## Demografía
Según el censo de 2010, había 244 personas residiendo en el municipio de Kensington. La densidad de población era de 2,78 hab./km². De los 244 habitantes, el municipio de Kensington estaba compuesto por el 97,13 % blancos, el 1,64 % eran afroamericanos, el 1,23 % eran amerindios. Del total de la población el 0 % eran hispanos o latinos de cualquier raza.